# Rosa María Serrano Sierra
Rosa María Serrano Sierra (nascida a 11 de Novembro de 1969) é uma política espanhola do Partido Socialista Operário Espanhol que foi eleita membro do Parlamento Europeu em 2024. Anteriormente, serviu no Senado da Espanha e como delegada do governo em Aragão.